# Cathédrale du Saint-Esprit de Denpasar
Pour les articles homonymes, voir Cathédrale du Saint-Esprit.
La cathédrale du Saint-Esprit de Denpasar (indonésien : Katedral Roh Kudus) est une cathédrale catholique située à Denpasar, sur l'île de Bali, en Indonésie. Elle est le siège du diocèse de Denpasar.

## Historique
L'édifice actuel est construit de 1993 à 1998.
La paroisse et la cathédrale de Denpasar sont servies par des prêtres de la Société du Verbe Divin. Les activités paroissiales sont centrées sur l'éducation : l'Église y gère plusieurs centres éducatifs avec d'autres groupes comme la communauté charismatique, la Légion de Marie et la Communauté de la Sainte-Trinité.

## Galerie

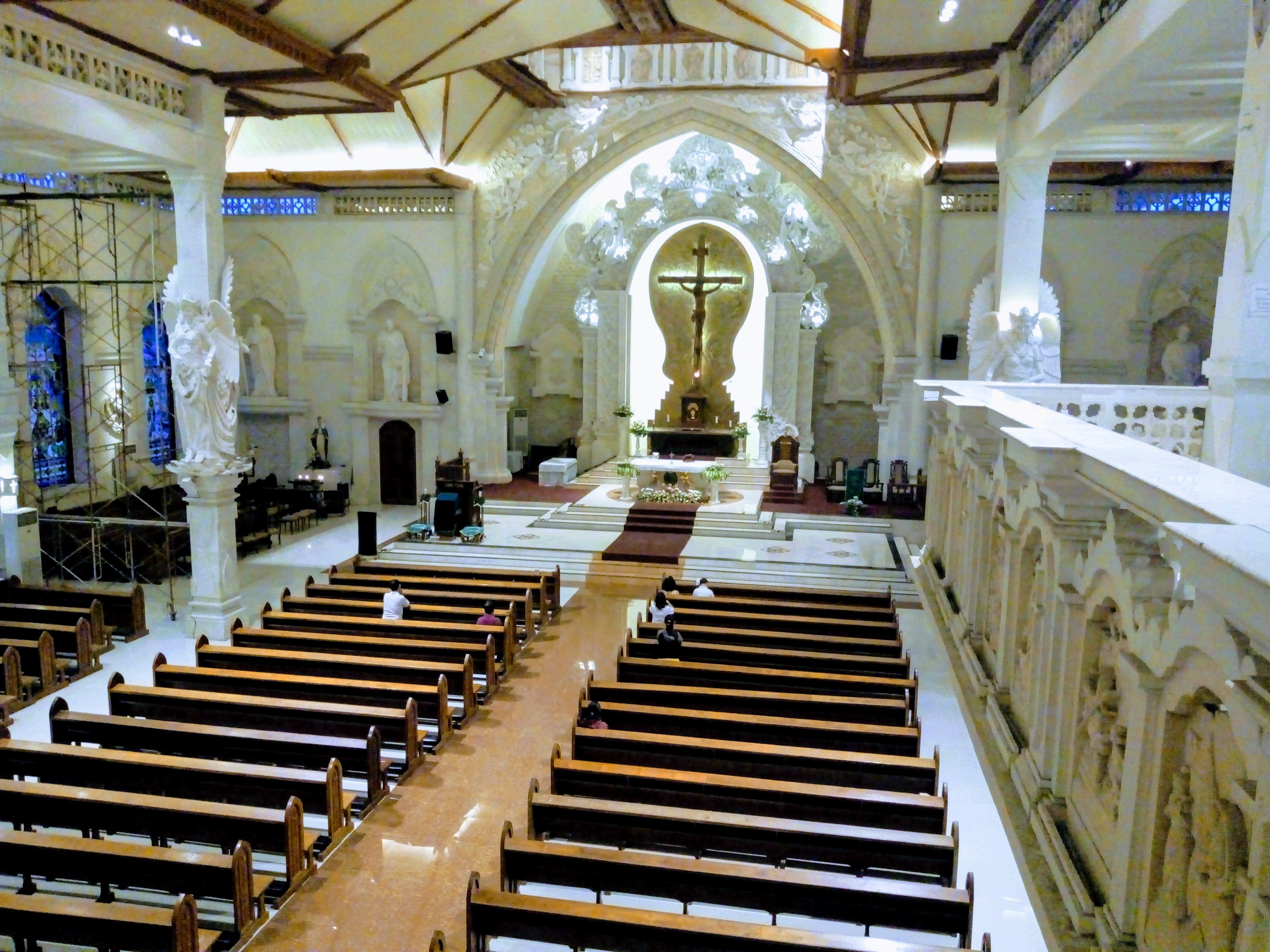
L'intérieur de la cathédrale
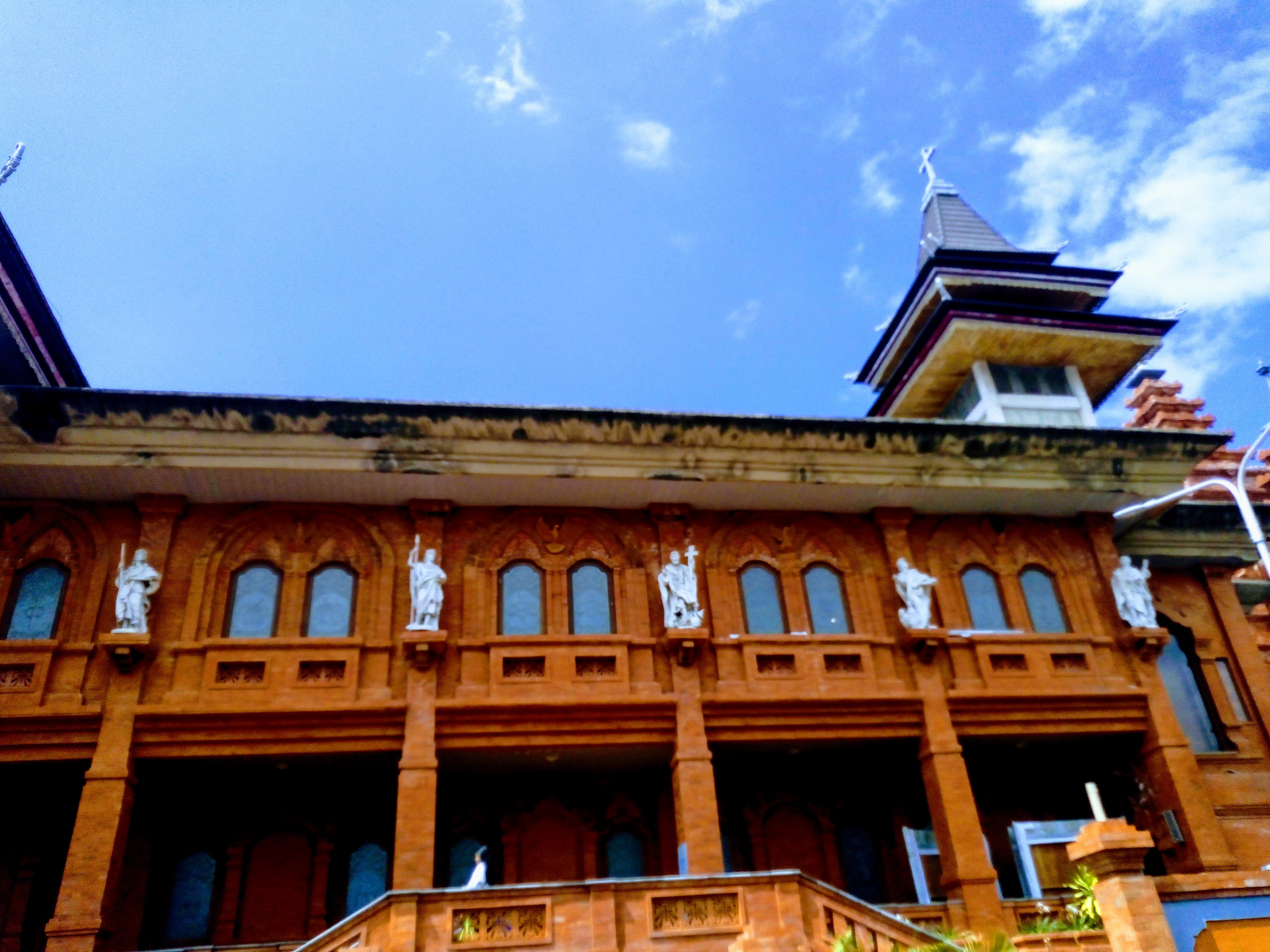
La façade latérale

## Source
- (en) Cet article est partiellement ou en totalité issu de l’article de Wikipédia en anglais intitulé « Holy Spirit Cathedral, Denpasar » (voir la liste des auteurs).